# Tiki Taka - La repubblica del pallone
Tiki Taka è stato un programma televisivo italiano calcistico andato in onda dal 16 settembre 2013 al 23 maggio 2022 in seconda serata, sulle reti Mediaset, tra cui Italia 1 dal 16 settembre 2013 al 23 maggio 2022, mentre su Canale 5 solamente nel 2019. Dal 16 settembre 2013 al 9 marzo 2020 il programma aveva come sottotitolo Il calcio è il nostro gioco, ed era condotto da Pierluigi Pardo, mentre dal 21 settembre 2020 al 23 maggio 2022 la conduzione è passata a Piero Chiambretti con il nuovo sottotitolo La repubblica del pallone.

## Il programma
Il programma, voluto dal direttore di Sport Mediaset Claudio Brachino per ricreare un appuntamento fisso dopo la chiusura il 13 maggio 2012 di Controcampo, propone le immagini della giornata di Serie A appena conclusa e i match internazionali nella settimane di coppe europee. La struttura è quella del talk show, con approfondimenti, memoria, reportage e interviste esclusive ai vari protagonisti del mondo del calcio.
In studio si alternano grandi firme del giornalismo italiano (tra i più frequenti troviamo Giampiero Mughini, Luca Telese, Vittorio Feltri, Giuseppe Cruciani, Maurizio De Giovanni e Andrea Scanzi) e calciatori o ex calciatori come Christian Vieri e Antonio Cassano passando da uomini di spettacolo tifosi o appassionati (come Paolo Liguori, Michele Dalai, Giacomo Valenti, Andrea Baccan Pucci, Raffaele Auriemma, e il procuratore FIFA Andrea D'Amico). Presenza fissa l'ex arbitro Graziano Cesari al commento tecnico e il giornalista Raffaele Auriemma nel ruolo di opinionista.
Nel cast della trasmissione sono presenti anche Gabriele Parpiglia e Gabriele Petronio nelle vesti di inviati: costoro compaiono in servizi che intrecciano il gossip con il calcio (sulla falsariga di quanto facevano in precedenza a Videonews sotto la direzione del sopracitato Claudio Brachino).
Presenza fissa anche quella di Melissa Satta (temporaneamente sostituita da Costanza Caracciolo dal 6 gennaio al 19 maggio 2014 a causa della sua gravidanza), con un ruolo a metà strada tra la valletta co-conduttrice e l'opinionista sportiva. Si alternano di volta in volta volti femminili come Francesca Barra, Elenoire Casalegno, Laura Lena Harva Forgia, Francesca De Andrè, Rosaria Cannavò, Fanny Neguesha e Cecilia Rodríguez.
Dal 3 settembre 2018 la nuova presenza femminile del programma è Wanda Nara, moglie del calciatore Mauro Icardi, che va a sostituire l'ex velina Melissa Satta. Dal 20 gennaio 2019 la trasmissione passa su Canale 5 e va in onda la domenica in seconda serata, sostituendo Pressing. Il 26 maggio 2019, in occasione dell'ultima giornata del campionato di Serie A, il programma ritorna temporaneamente su Italia 1 per lasciare spazio su Canale 5 allo speciale di Matrix per le elezioni europee.
Dal 25 agosto 2019 il programma torna su Italia 1 eccezionalmente in prima serata e dalla domenica successiva in seconda serata. Nella settima edizione tra le presenze fisse nel cast ci sono gli ex calciatori Christian Vieri e Antonio Cassano e la modella Giorgia Venturini. Dal 27 ottobre al 22 dicembre 2019, in seguito ad una rimodulazione dei palinsesti, torna in onda su Canale 5, sempre la domenica in seconda serata. Dal 13 gennaio 2020 ritorna in onda su Italia 1, dove va in onda il lunedì in seconda serata fino al 9 marzo seguente quando viene sospeso per la pandemia di COVID-19.
L'ottava edizione del programma va in onda dal 21 settembre 2020 al 24 maggio 2021 su Italia 1 ogni lunedì sempre in seconda serata con la conduzione di Piero Chiambretti, da questa edizione il programma ha un nuovo sottotitolo: La repubblica del pallone. La nona edizione del programma va in onda dal 13 settembre 2021 al 23 maggio 2022 su Italia 1 ogni lunedì sempre in seconda serata con la conduzione di Piero Chiambretti e con ospiti fissi Giuseppe Cruciani, Ivan Zazzaroni, Raffaele Auriemma, Pasquale Bruno, Massimo Mauro, Ciccio Graziani, Fabrizio Ferrari e la novità Mikaela Neaze Silva oltre al pianista Andrea Bacchetti.
Il 10 e il 17 gennaio 2022 il conduttore Piero Chiambretti conduce la puntata in collegamento da remoto a causa della sua positività al COVID-19 con Monica Bertini in studio.
Durante la puntata del 25 aprile della nona edizione, il conduttore Piero Chiambretti annuncia in diretta l'addio al programma. Dopo l'addio del conduttore, il programma è stato chiuso definitivamente e sostituito dallo spin-off di Pressing, intitolato Pressing - Lunedì, condotto da Dario Donato e Benedetta Radaelli la quale quest'ultima condurrà anche Sport Mediaset Monday Night che prende il posto di Pressing - Lunedì chiuso in largo anticipo per esigenze di risparmio.

## Edizioni
| Edizione | Anno      | Rete televisiva | Rete televisiva | Sottotitolo                 | Conduzione        | Co-conduzione  | Co-conduzione       | Periodo           | Periodo        | Puntate | Studio                                                         |
| Edizione | Anno      | Rete televisiva | Rete televisiva | Sottotitolo                 | Conduzione        | Co-conduzione  | Co-conduzione       | Inizio            | Fine           | Puntate | Studio                                                         |
| -------- | --------- | --------------- | --------------- | --------------------------- | ----------------- | -------------- | ------------------- | ----------------- | -------------- | ------- | -------------------------------------------------------------- |
| 1ª       | 2013-2014 | Italia 1        | Italia 1        | Il calcio è il nostro gioco | Pierluigi Pardo   | Melissa Satta  | Costanza Caracciolo | 16 settembre 2013 | 19 maggio 2014 | 34      | Studio 5 del Centro di produzione Mediaset di Cologno Monzese  |
| 2ª       | 2014-2015 | Italia 1        | Italia 1        | Il calcio è il nostro gioco | Pierluigi Pardo   | Melissa Satta  | Costanza Caracciolo | 1º settembre 2014 | 1º giugno 2015 | 36      | Studio 5 del Centro di produzione Mediaset di Cologno Monzese  |
| 3ª       | 2015-2016 | Italia 1        | Italia 1        | Il calcio è il nostro gioco | Pierluigi Pardo   | Melissa Satta  | Non presente        | 24 agosto 2015    | 16 maggio 2016 | 33      | Studio 5 del Centro di produzione Mediaset di Cologno Monzese  |
| 4ª       | 2016-2017 | Italia 1        | Italia 1        | Il calcio è il nostro gioco | Pierluigi Pardo   | Melissa Satta  | Non presente        | 22 agosto 2016    | 29 maggio 2017 | 32      | Studio 11 del Centro di produzione Mediaset di Cologno Monzese |
| 5ª       | 2017-2018 | Italia 1        | Italia 1        | Il calcio è il nostro gioco | Pierluigi Pardo   | Melissa Satta  | Non presente        | 21 agosto 2017    | 21 maggio 2018 | 33      | Studio 11 del Centro di produzione Mediaset di Cologno Monzese |
| 6ª       | 2018-2019 | Italia 1        | Italia 1        | Il calcio è il nostro gioco | Pierluigi Pardo   | Wanda Nara     | Wanda Nara          | 3 settembre 2018  | 26 maggio 2019 | 34      | Studio 11 del Centro di produzione Mediaset di Cologno Monzese |
| 6ª       | 2018-2019 | Canale 5        | Italia 1        | Il calcio è il nostro gioco | Pierluigi Pardo   | Wanda Nara     | Wanda Nara          | 3 settembre 2018  | 26 maggio 2019 | 34      | Studio 11 del Centro di produzione Mediaset di Cologno Monzese |
| 7ª       | 2019-2020 | Canale 5        | Italia 1        | Il calcio è il nostro gioco | Pierluigi Pardo   | Wanda Nara     | Wanda Nara          | 25 agosto 2019    | 9 marzo 2020   | 27      | Studio 7 del Centro di produzione Mediaset di Cologno Monzese  |
| 8ª       | 2020-2021 | Italia 1        | Italia 1        | La repubblica del pallone   | Piero Chiambretti | Non presente   | Non presente        | 21 settembre 2020 | 24 maggio 2021 | 32      | Studio 5 del Centro di produzione Mediaset di Cologno Monzese  |
| 9ª       | 2021-2022 | Italia 1        | Italia 1        | La repubblica del pallone   | Piero Chiambretti | Monica Bertini | Monica Bertini      | 13 settembre 2021 | 23 maggio 2022 | 31      | Studio 5 del Centro di produzione Mediaset di Cologno Monzese  |

## Programmazione
| Edizione | Rete televisiva | Rete televisiva | Anno      | Stagione         | Programmazione | Programmazione | Programmazione | Programmazione | Programmazione | Programmazione | Programmazione | Collocazione   |
| Edizione | Rete televisiva | Rete televisiva | Anno      | Stagione         | L              | M              | M              | G              | V              | S              | D              | Collocazione   |
| -------- | --------------- | --------------- | --------- | ---------------- | -------------- | -------------- | -------------- | -------------- | -------------- | -------------- | -------------- | -------------- |
| 1ª       | Italia 1        | Italia 1        | 2013-2014 | estate-primavera |                |                |                |                |                |                |                | Seconda serata |
| 2ª       | Italia 1        | Italia 1        | 2014-2015 | estate-primavera |                |                |                |                |                |                |                | Seconda serata |
| 3ª       | Italia 1        | Italia 1        | 2015-2016 | estate-primavera |                |                |                |                |                |                |                | Seconda serata |
| 4ª       | Italia 1        | Italia 1        | 2016-2017 | estate-primavera |                |                |                |                |                |                |                | Seconda serata |
| 5ª       | Italia 1        | Italia 1        | 2017-2018 | estate-primavera |                |                |                |                |                |                |                | Seconda serata |
| 6ª       | Canale 5        | Italia 1        | 2018-2019 | estate-primavera |                |                |                |                |                |                |                | Seconda serata |
| 7ª       | Canale 5        | Italia 1        | 2019-2020 | estate-inverno   |                |                |                |                |                |                |                | Seconda serata |
| 8ª       | Italia 1        | Italia 1        | 2020-2021 | estate-primavera |                |                |                |                |                |                |                | Seconda serata |
| 9ª       | Italia 1        | Italia 1        | 2021-2022 | estate-primavera |                |                |                |                |                |                |                | Seconda serata |

## Spin-off e speciali
- Tiki Taka News, striscia quotidiana condotta da Pierluigi Pardo in onda nel maggio del 2017 dal lunedì al venerdì su Italia 1 alle 19:00. Questa versione del programma è stata poi sostituita dal prolungamento dell'edizione delle 18:30 di Studio Aperto.
- Tiki Taka Russia, sempre condotto da Pierluigi Pardo in onda su Italia 1 subito dopo le partite del Campionato mondiale di calcio 2018.
- Tiki Taka Speciale, sempre condotto da Pierluigi Pardo in onda il 27 dicembre 2018 in seconda serata dopo i fatti di cronaca antecedenti a Inter-Napoli.